# Туховишта
Туховишта (болг. Туховища) — село в Благоевградской области Болгарии. Входит в состав общины Сатовча. Находится примерно в 14 км к юго-востоку от центра села Сатовча и примерно в 98 км к юго-востоку от центра города Благоевград. По данным переписи населения 2011 года, в селе проживало 735 человек.

## География
Туховишта расположен в горах Родопы юго-западной и является частью историко-географической област Чеч. Это примерно в 2 км от границы с Грецией. Высота над уровнем моря в деревне от 700 до 999 метров и земельный участок находится 17,15 км2. Деревня граничит с землями деревни: на востоке с Грецией, на западе с землями Слаштен и Вълкосел, на юг до земли Годешево и с севера на земле Жижево. Отель расположен в 20 км к югу от муниципалитета.

### Рельеф
Туховишта рельеф в основном горная и холмистая, который в высоких перевалов в холмистой или гористой, холмистой и в некоторых местах очень прочный. В геологическом отношении земли представлена в основном породы, гранит, риолитов и песчаника. Общий ландшафт весьма разнообразен. Деревня расположена на перекрестке между несколькими небольшими холмами. В стране равнин, скалы, голые вершины и реки ущелье.

### Климат
Климат континентальный (субтропических) с сильным влиянием в высокогорных районах. Средняя годовая температура составляет 10 °C, во время инверсий температуры зимой образуются. Средняя температура января движется по высоте в диапазоне от 0º С до 7° С. Лето теплое и солнечное. Среднегодовая температура максимума в долине реки Места есть 32-36º С, а в середине части 23-32° С. Доминируют в осенне-зимний и весенне-летние осадки. Сезоны четко определены — тепло летом и зимой — умеренный холод.

### Флора и фауна
Лесам богат хвойными и лиственными породами — сосна, ель, бук, пихта, дуб, береза, ива и другие. Из видов животные, обитающих медведь, заяц, волк, лисица, куница, косуля, кабан и многие другие. Летом являются змея, гадюка в тени пресмыкающихся встречаются даже ящериц, саламандр, и многие другие.

## Политическая ситуация
В местном кметстве Туховишта, в состав которого входит Туховишта, должность кмета исполняет Венцислав Шишманов по результатам выборов правления кметства. Мэр был избран 14 октября 2012 году после второго тура 7 октября.

## История
Комплексные исследования случайно открытого во время сельскохозяйственных работ в 1975 году некрополя в местности «Оградето» около села Туховишта Благоевградского района, расположенного недалеко от левого берега реки Месты, в непосредственной близости с болгарско-греческой границей, предоставляют болгарской науке новые данные о населении Родопско-Пиринской области, о его материальной и духовной культуре периода Первого болгарского государства.
Исследованные 146 могил некрополя представляют собой могильные ямы прямоугольной или трапециевидной формой, более тесной в ногах. Они построены из каменных плит, поставленных отвесно только на одну сторону. Сверху покрыты плоскими камнями — очень распространённая древняя традиция, которая осталась жить и после принятия христианства, преимущественно в Родопах, Пиринской области и у побережья Чёрного моря.
В погребальном обряде можно заметить элементы славянских и праболгарских языческих традиций похорон. Видны следы сожжения трупов языческого периода славянских погребальных обрядов. В большей части исследованных могил наблюдаются некоторые отклонения от канона, принятого в IX-ом веке официальной христианской религией, главным образом в отношении рук. В отличие от христианских похорон, где руки всегда скрещены на груди или в области живота, то в некрополе около села Туховишта их положение в ряду могил самое различное: одна рука на животе, на груди или согнута в локте под острым углом и поставлена ко рту или плечу похороненного, а другая — опущена по телу или обе руки опущены по древнему языческому обычаю у тела мертвеца.
В некрополе видны черты погребального обряда, характерного для языческих похорон праболгар Северо-восточной Болгарии: жертвенная посуда с едой у мертвеца, ампутированные его конечности (мутиляция) после смерти, частичное или целое послесмертное ритуальное разрушение трупа покойника, связывание ног и оставление камней на сердце и части тела умершего, чтобы он не стал вампиром. Во рту или в одной руке некоторых похороненных есть монеты, так называемые «Харонов обол», чтобы умерший мог заплатить за лодку, которая перенесет его на тот мир. Очевидно, эта античная традиция, пришедшая с юга, была сохранена среди болгарского населения, обытавшего склоны Западных Родоп.
В сравнительно большом количестве жертвенной посуды, найденной в некрополе, замечается значительное разнообразие форм, техники и декорации, среди которых преобладают славянские традиции керамики. Глиняная посуда, найденная в некрополе около села Туховишта, обыкновенно маленьких и средних размеров, без ручек. Она принадлежит к славянским типам — кувшины с украшением: волнистые или горизонтальные параллельные резные линии, характерные для всех ранне-болгарских объектов Средних веков, открытых на территории Болгарии. Сверху донышек некоторых из них отпечатаны рельефные знаки, а сверху других видны круглые углубления, полученные при формовании на гончарном круге.
Среди керамического материала встречается посуда с гибридными формами. Очевидно это проистекает от влияниямежду местной византийской культурой и культурой переселенцев-славян, с одной стороны, а с другой — от влияния праболгар с Северо-восточной Болгарии после включения Западно-Родопской области в границы Болгарского государства в начале IX-го века.
Украшения в некрополе около села Туховишта по особенностям своего стиля и техники изображения характерны для ранне-болгарских некрополей преимущественно в Южной Болгарии. В целом, особенно серьги носят славянский характер, но в некоторых экземплярах замечены элементы праболгарского происхождения, например звездообразные подвески серег в виде луны. В металлических браслетах с открытыми концами, оканчивающимися змеиными головами или стилизованными головами морского коня, а также в спиралеобразных кольцах, замечаются античные местные кустарные традиции. Часть украшений XI-го века терпят влияние византийских образцов. Украшения, найденные в некрополе около села Туховишта, по своим художественным качествам и по разнообразию дают нам основание судить о существовании высоко развитой ювелирной школы с местными мастерскими. Организованные в X-XI вв. в Западных Родопах, они были очевидно под сильным влиянием византийского ювелирного искусства.
В этнической характеристике похоронных сооружений, погребального обряда и инвентаря некрополя около села Туховишта можно открыть элементы материальной культуры трёх компонентов, на основе которых формировались болгарская национальность и древнеболгарская культура в конце IX-го и начале Х-го века, а именно — славяне, праболгары и заставленное местное население.
Анализ погребальных сооружений, обрядов и инвентаря определяет болгарскую этническую принадлежность похороненных в некрополе. Характер нумизматического материала даёт нам основание определить более широкие хронологические границы некрополя около села Туховишта — X—XI вв.
По данным антропологических исследований среди похороненных преобладают северных расовых типов, характерных для славян. Ограничено количество грацильных медитеранских и динаро-медитеранских форм, присущих местному фракийскому населению. Наряду с ними есть и европеоидные расовые типы с монголоидными примесями, характерными для праболгар Аспаруха из Северо-восточной Болгарии. Это выясняет антропологическим путём историю этого района. Кроме славян, которые ассимилировали местных фракийцев, в этногенезис населения села Туховишта вошли и праболгары.
Этническая характеристика могильных сооружений, погребальный обряд, инвентарь в могиле и антропологические исследования некрополя свидетельствуют, что в консолидации болгарской народности и древнеболгарской материальной культуры в Юго-западной Болгарии в эпоху Раннего Средневековья кроме компактных славянских масс и заставленного местного населения, приняли участие и праболгарские группы.
Археологические и антропологические исследования некрополя, подкреплены анализом исторических источников VII—X вв., относящихся к Юго-западной Болгарии, показывают, что в этой области давно жили тюркские этнические группы, которые могли связаться с праболгарами Кубера, поселившимися к 670 г. в Македонии — в Керамисийском поле между Битоля и Салоники. Хроника императора Константина Багрянородного свидетельствует, что часть этих праболгар были поселены в конце VII-го века Юстинианом II в «Горах Стримон и за ущелями», то есть в междуречье Струмы и Месты, недалеко от сегодняшнего села Туховишта, которому принадлежит рассмотренный нами некрополь.
Географическая близость села Туховишта с районами, где жили праболгары Кубера, дала возможность для сближения, влияния и взаимного проникновения между славянским населением Юго-западных Родоп и праболгарскими этническими группами с берегов Белого моря и горных районов между Струмой и Местой. Этими контактами между двумя этносами, а несомненной вкладом праболгар Аспаруха из Северо-восточной Болгарии, объязаны обнаруженные праболгарские элементы в погребальном обряде и в антропологических типах праболгарского происхождения в некрополе около села Туховишта.
В 2012 году, впервые с начала демократии в Болгарии в село был избран мэром от политической партии, которая не ДПС.

## Население
| Год     | 1934 | 1946 | 1956 | 1965 | 1975 | 1985 | 1992 | 2001 | 2011 |
| ------- | ---- | ---- | ---- | ---- | ---- | ---- | ---- | ---- | ---- |
| Жителей | 527  | 636  | 674  | 677  | 813  | 814  | 874  | 872  | 735  |

| Национальность  | Человек | Процент |
| --------------- | ------- | ------- |
| болгары         | 651     | 91,56%  |
| другие          | 51      | 7,17%   |
| не определились | 8       | 1,13%   |
| Всего ответов   | 711     |         |

|  |